# 北茨城市消防本部
北茨城市消防本部（きたいばらきししょうぼうほんぶ）は、茨城県北茨城市の消防部局（消防本部）。管轄区域は北茨城市全域。

## 概要
- 消防本部： 北茨城市磯原町磯原2496-1
- 管内面積：186.55km2
- 職員数：82人
- 消防署1カ所

### 主力機械
2019年4月1日現在
- 消防ポンプ自動車：2
- 水槽付消防ポンプ自動車：2
- 化学消防自動車：1
- 救助工作車：1
- 救急自動車：4
- 広報車：1
- 指揮隊車：1
- 支援車：1
- 防災教室車：1
- 先導車：1
- 危険物指導車：1
- 本部分団車：1
- 連絡車：1
- 防災活動車：1
- 本部車：1
- 火災調査車：1

## 沿革
- 1968年
  - 4月1日 北茨城市消防本部が設置される。
  - 10月1日 市役所庁舎内にて消防本部・消防署が開庁する。
- 1970年3月7日 消防本部・消防署庁舎の落成式が行われる。
- 1973年11月26日 北茨城市消防署出張所が開所する。
- 1983年7月1日 出張所が北部分署に改称される。
- 2016年2月23日 北茨城市消防署が中郷町下桜井から磯原町磯原に新築移転するとともに、関南町里根川の北部分署を新たな北茨城市消防署に統合する。

## 組織
- 本部 - 総務課、予防課
- 消防署

## 消防署
| 消防署         | 住所             |
| -------------- | ---------------- |
| 北茨城市消防署 | 磯原町磯原2496-1 |